# بروقية
الفصيلة البروقية فصيلة نباتية تتبع رتبة الهليونيات من صف أحاديات الفلقة. معظم نباتاتها من الحشائش. تضم هذه الفصيلة 15 جنساً (وبحسب تصنيف آخر سبعة أجناس فقط)، ومعظم أنواعها تتواجد في جنوب أفريقيا. في التصنيف النباتي، لم تعد هذه الفصيلة تعد كفصيلة منفصلة، بل ضمت إلى فصيلة (باللاتينية: Xanthorrhoeaceae).

## من أجناسها
- البروق (باللاتينية: Asphodelus)
- الصبر (باللاتينية: Aloe)
- كنيفوفيا (باللاتينية: Kniphofia)